# عفت ناجي
عفت ناجي (5 أبريل 1905 - 4 أكتوبر 1994) هي رسامة مصريةوهي أخت الرسام محمد ناجي رائد التصوير العربي المعاصر، وكان يشجعها في صغرها بملاحظاته حول رسمها، تزوجت من الفنان «سعد الخادم» عميد الفنون الشعبية في المنطقة العربية، ولم تنجب أطفالا رغم حبها لهم وتوفت عام 1994.

## حياتها
ولدت عفت ناجى عند ميناء البحر الأبيض المتوسط في إسكندرية عام 1905. كانت مفتونة بالثقافة وتدربت على الرياضيات والموسيقى، ودرست الفن بواسطة مدرس خاص إلى جانب أخوها الفنان محمد ناجى. تدربت رسميا في أكاديمية الفنون في روما عام 1947، وعملت في مصر عند اندريه لوتيه حيث استخدمه الآثار المصرية كمادة خام.
تزوجت الرسامة عفت ناجى «سعد الخادم» عام 1945. سعد الخادم كان فنان وباحث، حيث أبحاثة كانت مستوحاه من فن عفت ناجى. تلقت عفت ناجي مجاملة من أخيها عام 1956 حيث قال إن أعمالها تجاوزت أعماله والتي كانت مقيدة بتدريبه الأكاديمى.

## مسيرتها
وفي عام 1964 عرضت عفت أعمالها في معرض السد العالي والذي كان نتيجة عمل كلفت للقيام به العام السابق، حيث طلب منها تسجيل الأثار التي من الممكن أن تضيع كالمغمورة تحت مياه سد أسوان عند بنائه. كانت من ضمن 64 فنان اختيروا للقيام بهذا العمل.
تأسس متحف محمد ناجى عام 1968. وتبرعت عفت ناجى ب 40 لوحة من لوحات أخيها لخلق مجموعة لأعمال أخيها.
توفت عفت ناجى عام 1994، بعض المصادر الأخرى تقول إنها توفيت عام 1997.

## الرحلات الفنية
سافرت عفت ناجي في رحلات فنية إلى إيطاليا وفرنسا للتعلم على يد أساتذة كبار، حتى أصبحت هي أيضا استاذة كبيرة.

## معارض منفردة
- في مرسم إسكندرية عام 1948
- في جمعية محبى الفنون الجميلة بالقاهرة عام 1956
- في متحف الفنون الجميلة بإسكندرية عام 1957
- في فلورانسا وروما عام 1962
- في معرض الدائرة الذهبية بسويسرا عام 1971
- في المركز الثقافى الفرنسى بإسكندرية بالإضافة لندوة لاندريا لوتيه عام 1976
- في معرض المشربية بالقاهرة عام 1987
- في معرض القنديل عام 1992 تحت عنوان «50 عام من عفت ناجي»
- في المرسم عام 1999

## الفكر الفني
رسمت عفت ناجي في حياتها المبكرة لوحات تعبر عن الأمومة، إلا أن أسلوبها في الرسم تغير إلى الفن الشعبي والأساطير والأبراج الفلكية بعد زواجها، كما أنها أيضا رسمت لوحات من وحى النوبة القديمة قبل أن تغرق في بحيرة السد العالي.

## إرث
عفت ناجى وزوجها يملكون متحف بالقاهرة يحتوى على حوالى 200 من لوحاتهم وأعمالهم الفخارية، حيث يحتوى المتحف على 24 لوحة لعفت و34 لوحة لزوجها سعد الخادم، بالإضافة إلى تمثال عار لعفت ناجى كنموذج. يحتوى المتحف أيضا على مكتبتهم القديمة التي تحتوى على كتب مفيدة عن الفلكلور وعلم التنجيم. تركت ناجى منزلها للحكومة المصرية ودفعت الحكومة الفرنسية لنشر سيرتها الذاتية.